# Rostislav Vojáček
Rostislav Vojáček (né le 23 février 1949 à Křenovice à l'époque en Tchécoslovaquie, aujourd'hui en République tchèque) est un joueur de football international tchécoslovaque (tchèque) qui évoluait au poste de défenseur, avant de devenir ensuite entraîneur.

## Biographie

### Carrière de joueur

#### Carrière en club
Avec le Baník Ostrava, il remporte trois championnats de Tchécoslovaquie et deux Coupes de Tchécoslovaquie. Il joue également 11 matchs en Coupe d'Europe des clubs champions.

#### Carrière en sélection
Avec l'équipe de Tchécoslovaquie, il joue 35 matchs (pour aucun but inscrit) entre 1974 et 1982. 
Il joue son premier match en équipe nationale le 7 avril 1974 contre le Brésil et son dernier le 24 juin 1982 contre l'équipe de France.
Il figure dans le groupe des sélectionnés lors de la Coupe du monde de 1982 organisée en Espagne. Lors du mondial, il joue deux matchs : contre l'Angleterre et la France. Il participe également à l'Euro de 1980.

## Palmarès
Baník Ostrava
- Championnat de Tchécoslovaquie (3) :
  - Champion : 1975-76, 1979-80 et 1980-81.
  - Vice-champion : 1925 et 1929-30.

- Coupe de Tchécoslovaquie (2) :
  - Champion : 1972-73 et 1977-78.
  - Finaliste : 1978-79.